# 健全ロボ ダイミダラー
『健全ロボ ダイミダラー』（けんぜんロボ ダイミダラー）は、なかま亜咲による日本の漫画作品。エンターブレイン発行の隔月誌『Fellows!』に、2008年12月発売のvolume2から2012年10月発売のvolume25まで連載された。単行本は全4巻。
2013年には、10月発売の年10回刊漫画誌『ハルタ』（『Fellows!』から誌名変更）volume8から新シリーズの『健全ロボ ダイミダラーOGS』（けんぜんロボ ダイミダラーオージーエス）の連載が開始、当初は基本的に偶数月発売号に掲載されていたが、2014年3月発売のvolume12から毎号掲載となり2016年6月発売のvolume35まで連載された。なお、「OGS」はドイツ語の「OrGaSums」（オルガスムス）の略称である。
2014年4月から6月までテレビアニメが放送された。詳細は#テレビアニメを参照。

## 作品概要
人類に敵対して迷惑をかける、ペンギン帝国。ペンギン帝国に対抗できるのは、「Hi-ERo粒子」（ハイエロりゅうし）をエネルギーとして稼働する巨大ロボット「ダイミダラー」のみ。ダイミダラーのパイロットとして選ばれたのは、女の子にエッチな行為を行うことでHi-ERo粒子を発生させる能力を持つ男子高校生の真玉橋孝一。孝一はパートナーの楚南恭子にエッチな行為をしながら、ペンギン帝国と戦うことになる。
基本的にはロボットバトルが中心に描かれているが、ギャグやエロのエッセンスも多分に盛り込まれている。
作者が『COMICぎゅっと!』や『まんがタイムきららキャラット』で連載していた4コマ漫画『火星ロボ大決戦!』の続編に近い内容であり、同作のキャラクターは本作にもゲスト出演している。
原作が連載継続中にテレビアニメの放送を終えている関係から、アニメは原作に先行して独自に最終回を迎え、原作とアニメはそれぞれ違った形で戦いの決着がつけられた。

## 登場人物

### 主人公サイド
真玉橋 孝一（まだんばし こういち）
声 - 島﨑信長
第1部の主人公（TVアニメ版では1～5・11・12話の主人公）。ダイミダラー2型を操縦する16歳の男子高校生（8話以降は1年後の為17歳）。
エッチな行為をすることで強力なHi-ERo粒子を発生させる因子保有者であったため、楚南恭子にダイミダラー2型の操縦士として勧誘された。非常にスケベな性格をしており、当初ロボットの操縦に興味はなかったが、エッチなことをするためにダイミダラーに乗ることを決意する。
戦闘に関して当初は素人だったが、訓練と実戦を重ねる中で戦士として着実に成長を続け、ロボットの操縦だけでなくHi-ERo粒子のコントロールまで自在にこなすようになる。
南極8号 リッツカスタムとの戦闘の末、行方不明になるが、この時に前作である『火星ロボ大決戦!』の世界に飛ばされており（ダイミダラーの世界とは並行世界の関係にある）、そこで出会った超火力発電所の関係者に2型を修復・改造してもらう。
そして一年後にリッツがダイミダラー6型との戦闘中に自分の超南極を超南極Humboldt改へとエヴォルトさせた影響で元の世界へと呼び戻され、向こうの世界で改造してもらった新たな愛機ダイミダラー超型を引っ提げて帰還した。
原作では将馬や霧子たちとは異なる高校に通っているが、アニメでは彼らと同じ高校に通うために、学ランを校則違反で着ているという独自設定が盛り込まれた。
私生活では、アパートで一人暮らしをしている模様。
楚南 恭子（そなん きょうこ）
声 - 日笠陽子
美容室プリンスの構成員で、孝一のパートナーを務める、巨乳でスタイル抜群の美女。
23歳（アニメ版の8話以降は1年後のため24歳）。孝一曰く、高低差28cmのHカップ。
喜友名 霧子（きゆな きりこ）
声 - 石上静香
第1部から1年後の第2部の主人公（TVアニメ版では6～10話の主人公）。18歳の女子高校生。エッチな行為やときめきによってHi-ERo粒子を発生させる因子保有者で、ダイミダラーの操縦士。
天久将馬から告白を受けて、またその時に光を中和できる人物とも知って喜ぶが、同時に自分の身の上を伝えずに付き合うことに罪悪感を覚えてしまい、その気持ちを彼にありのまま伝えた上で改めて告白をするなど、健気で正直な性格である。
一度、普通の生活を送りたいからと搭乗を拒否していたこともあったが、後に捕らわれた将馬を救うために復帰する。興奮してHi-ERo粒子が発生する時に身体を発光させてしまう体質で、将馬に告白されただけで輝いてしまった。常に敬語で話し、可憐で上品な美少女として校内では男子生徒からの人気が高い。発光を抑えてもらうために将馬と抱き合っている姿を周囲によく目撃され、熱いバカップルとして扱われている。
頭の髪飾りはHi-ERo粒子を制御するリミッターであり、これを取り払うとオーバーバーストというフルバーストを超えた限界突破のHi-ERo粒子発生現象を起こしてしまう。膨大なエネルギーは得られるものの、代償として自らの命を蝕むことになる。
ペンギンコマンド曰く、T85、U66の高低差19cmのEカップ・W57・H85であるとのこと。
原作最終巻に寄せた作者のあとがきに、天久将馬と性交を果たしたとある。
天久 将馬（あめく しょうま）
声 - 花江夏樹
18歳の男子高校生。霧子のパートナー。Hi-ERo粒子発生による霧子の発光を、抱きしめることで中和させられる体質を持つ。成績は非常に優秀で、卒業後はMITへの留学を希望している。
入学式の時から霧子に片思いをしており、霧子と釣り合う人間になるべく必死に勉学に励むなど努力していた。第8話冒頭にて勝算を感じたことで霧子へ愛の告白をし、発光現象の騒ぎの末に交際を開始する。その交際の最中に霧子がダイミダラーの操縦者であることを知らされ、霧子たちと共にペンギン帝国と戦っていくこととなる。
一般人である故に直接の戦闘に関しては非力だが、冷静に状況を分析して霧子をサポートする明晰さをもつ。また時には霧子を守るためにペンギンコマンドに立ち向かったり、6型の操縦を代わりに請け負うなど思い切りが良く度胸のある一面も備えている。
19話（TVアニメ第10話相当）では突然ペンギンコマンドになってしまい、リッツに口説かれてそのままペンギン帝国へ招き入れられた。アニメではその後、対ダイケンゼンの最終決戦中で人間に戻り、霧子と共に戦うことになった。
特技は父親直伝である社会の窓から腕を突き出す必殺技「ガリバーチ●ポ」。15話にて霧子に対して使うことでHi-ERo粒子を活性化させることが出来たがショックの余り酔わせてしまう程に強烈で、又吉に諸刃の剣ならぬ「諸刃の竿」と称される。
當間 ほづみ（とうま ほづみ）
美容室プリンスが保護する因子保有者。小柄ゆえに若く見えるが良輔と同い年の27歳。
普段は理髪店の美容室プリンスに勤務している。かつてはダイミダラーのパイロットで、二年前の戦闘以来、密かに良輔を想っている。
南風原良輔（はえばる りょうすけ）
OGSの主人公であり、美容室プリンスが保護する因子保有者。27歳。
陸上自衛隊ダイミダラー3型連隊（第3D連隊）のトップエース。階級は陸士長。正義を貫く気持ちがHi-ERo粒子を生み出す。
OGS3話にて同僚を傷付けた又吉を殴ったことで自衛隊を懲戒解雇され、半ば強引に美容室プリンスへ復帰させられた。
愚直なまでに正直すぎる性格であり、上司である2等陸佐に反抗的な態度を取って制裁を受けたこともままあるが、陸自の同僚内からの信頼はとても厚い。
人命を最も尊び、常に人を救うことを考えている。特に老人に対しては多大な敬意を抱いており、又吉に「老人フェチ」とまで言わしめた。
自力でHi-ERo粒子を生成出来るので孝一と違い乳揉みなどはさして効果はない。しかし、彼の人一倍強い正義感ゆえ、背徳感によって強力なパワーを生み出す事が出来る。その力は搭乗するダイミダラー3型がHi-ERo粒子バーストに耐えきれず自壊する程だが、パワー自体は孝一や霧子の方がずっと上らしい。
又吉 一雄（またよし かずお）
声 - 子安武人
美容室プリンスの戦術教官（アニメでは長官）。32歳。因子保有者でこそないが、優れたロボット操縦技術を持ち、孝一や霧子を本部から指揮する。
一見すると真面目で厳格な堅物だが実はムッツリスケベで、アニメでは孝一にも見えない早さで恭子の乳首を触って絶頂へ誘うというテクニックを見せつけた。孝一からは「師匠」と呼ばれており彼を厳しく鍛えつつも、ときにえっちな行為や解説を行う。また霧子と将馬のいちゃつきは、勝利のためには必要と考える一方で鬱陶しくも思っている。ペンギン帝国への憎しみが強いあまりに、興奮するとパイロットの意思やその生命を無視した発言をすることも。
美容室プリンスの敷地内で見つけた捨て猫をロリマ●コと名付け可愛がっているが、その猫は全く又吉に懐いていない。
三博士
原作には登場しないアニメ版オリジナルのキャラクター。又吉の下でダイミダラーの開発・運用・メンテナンスを行っている。3人とも趣味はボウリング。因子保有者ではないが、ダイミダラーの移動程度の操縦は可能である。
なお原作ではスーツの男性のモブキャラクター数名がこれを行っている。
友寄 もり子（ともよせ もりこ）
声 - 大橋彩香
美容室プリンスの三博士の一人。ダイミダラーを開発する際にはメンバーの中核となった。
巨乳であり、妖艶な色気を漂わせている。右目に片眼鏡をしている。
真境名 そり子（まじきな そりこ）
声 - 木戸衣吹
美容室プリンスの三博士の一人。ダイミダラーの保守担当。
三博士の中では一番のしっかり者だが、転んだりと少々ドジな一面も見せる。
白衣の下はピンクのバニーガールスタイル。常にヘッドフォンをしており、耳は見えない。孝一や霧子を技術的な側面からサポートする。
また、孝一たちが疑問を投げかけると過剰なまでに詳細な説明を行ってしまう癖がある。
呉屋 せわし子（ごや せわしこ）
声 - 田所あずさ
美容室プリンスの三博士の一人。ダイミダラー運用時の管制官。
見た目に加え、卑猥な言葉をまるでそれを覚えたばかりの子供の様に平気で使うほど幼いが、三博士の中では最も決断力が高い。いつも鼻にティッシュを詰めている。

### ペンギン帝国サイド
ペンギン帝王
声 - 堀秀行
前作に引き続き大いなる野望を掲げ、ペンギン帝国を治める帝王。95歳。人格者で、部下達からの信頼も厚い。
元々はメガラニカ大陸に生息していた普通のペンギンだったが、落ちていたエロ本をみたことで何かが目覚め、高い知能を会得した。
その後はペンギン術によって自ら精製したペンギンコマンダー達と共に北谷第三高等学校に入学し、ペンギン番長を名乗り学園支配の野望のため同学園に通う照屋カニメガらと抗争を繰り広げた。（カニメガ大接戦!）
さらに数十年後、科学知識を深めた末に超兵器「南極シリーズ」の開発に成功。人類に友達になるよう迫るが、それを拒否された結果、人類との激しい戦いを繰り広げることとなった。（火星ロボ大決戦!）
戦いに敗れた後、単身落ち延びた新天地にてＨｉ-ＥＲｏ粒子を発見し、これを手に入れるために新たなる戦いに身を投じることとなった。（健全ロボ ダイミダラー）
アニメ版では経緯がやや異なっており、試作品のペンギン装置の誤動作によってダイミダラーの世界にやって来たという設定。
その後、元の世界に帰る方法も見つけられず世界を放浪し、戦災孤児の幼い少女（後のリッツ）と出会いしばらく一緒に旅をしていたが、帝国を再建するという目的があったため、彼女を人里近くまで連れていき、金銭を分け与えて別れをつげた。
ペンギンコマンド
ペンギン帝国の雑兵で2000人ほど存在する。全ての個体が23歳。ペンギン帝王のペンギン術によって精製される人工生物。
リカンツ＝シーベリー
声 - 洲崎綾
ペンギンを溺愛し、人間でありながらペンギン帝国のために戦う少女。愛称は「リッツ」であるが、この愛称はペンギン帝王により命名された。年齢は13歳（17話以降は14歳）。
出身地はアメリカで、一人称は「朕（ちん）」。金髪を2つのおさげにした髪型で、ペンギンコマンド曰く、スリーサイズは、B75・W58・H71の処女であるとのこと。また17話では身長152cm、体重47kg、T81・U63の高低差18cmのDカップ・W55・H82と、より正確に計測された。
大好きなペンギンと暮らしたい一心からペンギン帝国へ潜入し、ペンギンコマンドらにゴッドスクラブを披露する事で打ち解けて帝国の一員となった。普段は可憐な少女であるが、ペンギンコマンドらが傷つくと豹変して凶暴な一面を見せる。
極めて高度な格闘術と抜群のロボット操縦センスを持っており、その実力はペンギンコマンド数人を一瞬で倒し、性能の劣る南極8号で孝一のダイミダラー2型を圧倒するほどである。
尚、原作の劇中では語られていないが吉岡たかをのTwitterにおいて、アニメにおけるリッツが因子保有者（ファクター）という設定が、原作者のなかま亜咲の発言から原作準拠の設定であることが語られた。
アニメ版では戦災孤児で父親と母親は死亡という設定。戦場でペンギン帝王に拾われ、人里までペンギン帝王と旅をしていたことがある。しかし、本人はおぼろげにしかそのことを覚えていない。
ペンギン帝国最強五人衆
前作にも登場する、平行世界での精鋭部隊。詳細は前作の項を参照。
マカロニ
声 - 加隈亜衣
ペンギン装置によって転送され帝王と再会するも、特に何もせず戻っていった。
フンボルト
声 - 巽悠衣子
原作では回想シーンの通信機器モニターのワンカットのみに登場したが、アニメ版では大幅に出番が増え、リッツに格闘術の稽古をつけ烈風ペンギン突きを伝授するという師匠の役割を果たす。その後は元の世界へと帰っていった。
OGSでは、美容室プリンスとの最終決戦に、キガシラとともに参戦する。
アデリー
声 - 山口太郎
アニメ版では声のみの登場。
キガシラ
20話に登場、戦力増強のために平行世界から召喚されたが、事情を知らないペンギンコマンドの強襲に遭い、ジェイクの前シッポによって倒された。アニメ版ではエピソードが丸ごとカットされたものの、マカロニの隣でたたずんでいる姿が確認できる。
コガタ
ワンカットのみ登場。ペンギン装置で帰ってきた全裸のマカロニに対して「誘っているのですか？」と声をかけている。アニメ版ではシルエットと後ろ姿のみ確認できる。

### その他
嘉数 智恵子（かかず ちえこ）
声 - 高梁碧
将馬と霧子が通う高校の教師。言葉遣いは横柄で、居丈高な性格。また巨乳でもある。
自らの出世に貪欲であり、出世のためならばあらゆる手段を講じ、身体を差し出すことも厭わない。
教え子の将馬が毎日校内で場所を選ばず霧子とイチャイチャするために留学の推薦が取り消されそうになっている事態から、己の社会的地位の失墜を危惧して将馬を霧子から別れさせようと躍起になっている。
アニメ版では校則違反を重ねる孝一の行動に腹に据えかねていた。孝一曰く「無駄にでかい乳」。またダイミダラー出撃による学校の出席日数不足について説明を求められるとHi-ERo粒子を出すため彼女の胸を揉みしだき始め、新鮮な感触によって恭子の時以上の粒子の輝きを得ている。
仲里 鉄哉（なかざと てつや）
将馬の同級生。気性が荒く喧嘩早い性格。霧子に対して好意を抱いているために将馬のことは快く思っていない。
10話にて霧子に振られてからは嘉数先生と乳繰り合う関係になり、時と場所を弁えずにえっちな行為を繰り広げる。
OGSの番外編にて、嘉数先生と婚約していることが明らかになった。
アニメ版には未登場だが、初期のキャラクター表にはラフ画が描かれていた。
志良堂 源太郎（しらどう げんたろう）
OGSに登場。眼鏡をかけた美青年で、国立極地女体研究センターの教授。常にブラジャー等の女性用下着やタンポンなどを満載したスーツケースを持ち歩いている。良輔とは顔なじみ。殺人ペンギン出現に端を発した地球の危機に対して、美容室プリンスとペンギン帝国との共闘を実現するために帆走する。
最終巻のおまけコーナーにて、経緯は不明だが楚南恭子と交際していることが明かされた。
陸上自衛隊司令官
声 - 小山力也
アニメ版オリジナルキャラクター。「ペンギン帝国の台頭で健全になった日本が、ダイミダラー超型の登場以降また不健全になりつつある」「戦闘の結果、莫大な復興予算がかかる」ことから「美容室プリンスこそ敵である」と看做した日本政府からの要請を受け、量産型ダイミダラー3型を率いて美容室プリンスの殲滅に乗り出す。
文部科学大臣
声 - 飯田友子
アニメ版オリジナルキャラクター。喪服を着た英語訛の美女。
総理大臣
声 - 相馬康一
アニメ版オリジナルキャラクター。

## 登場ロボット

### ダイミダラー
ダイミダラー2型・孝一
型式番号:HEP-R02
美容室プリンスが開発したスーパーロボット。2型またはタイプ2と呼ばれる。搭乗者は真玉橋孝一と楚南恭子。
頭部の髪の毛のようなケーブルと、巨大な左腕、円らな瞳が特徴。毎秒数ギガワットもの超高出力のHi-ERo粒子をエネルギーとする為、因子保有者である孝一が操縦を行う。後に効果的にHi-ERo粒子の供給を受けるためにタンデム型複座コクピットに改装されて恭子が乗り込んでいる。
アニメでは鹵獲したペンギン帝国の南極シリーズから技術をフィードバックされ、チャクラから命名された7基のHi-ERo粒子ジェネレーターで駆動するという設定が盛り込まれ、本来戦闘マシーンとしては不合理な人型なのはこのジェネレーターの位置に由来しているという解説がなされた。右腕の形状が適当なのも、Hi-ERo粒子を最大限に活かす為無理矢理人型に近づけた結果であるとされている。この他、恭子のシートは「フロントアタックモード」で孝一のシートと対面、また「バックアタックモード」でシート間ピッチが狭められ、それぞれHi-ERo粒子を得る為のえっちな行為がしやすいようになっている。
必殺技は左腕から放たれる「指ビーム」と「指パンチ」。ただし、Hi-ERo粒子が不十分な場合どちらも使用することは出来ない。アニメ版では粒子を盾にする「指バリア」も使用する。: アニメでは第1話の冒頭で霧子が乗り込み「ダイミダラー2型・霧子」として出撃するが南極8号にあえなく敗れ、これにより美容室プリンスを一時は去っている。
量産型ダイミダラー2型
ダイミダラー2型の量産タイプ。2型の特徴である円らな瞳は無く、のっぺらぼうである。美容室プリンスが保護する残り3人の因子保有者らが搭乗。敗北したダイミダラー2型を救助すべく団体で駆け付けた。だが、エヴォルトしたリッツカスタムによって返り討ちに遭う。かつて霧子はこの機に搭乗して戦っていた。
ダイミダラー3型
型式番号:HEP-R03
主に自衛隊に配備されている量産型のダイミダラー。ダイミダラー2型と同様に巨大な左腕が特徴。
南風原良輔の搭乗機は「ダイミダラー3型・良輔」と呼ばれるが、性能は量産機と同等である。
因子保有者以外の人間でも運用可能なようにプラズマ駆動となっているが、その分性能はダイミダラー2型に劣り、殺人ペンギンとの戦いでは良輔のHi-ERo粒子バーストに耐えきれず自壊してしまった。右腕の先端の銃口には実弾やゴム弾を装填可能である。
第6話にて果敢にも南極8号リッツカスタムに挑むが、コケコッコアタックによって呆気なく撃破された。
ダイミダラー3型は無印とOGSとでは顔のデザインが異なるが、第2巻時でのダイミダラー6型の色彩が表紙のカラーと原稿のモノクロで塗られている部分が異なるように、なかま亜咲は回を追うごとに各メカの造形の修正・変更を細かく行っている。
アニメ版では第1話冒頭で複数の残骸が確認できる他、第6話で政府から納入中止と廃棄処分報告を受けたが、実際にはプリンス側には内緒で量産され、青少年の健全育成の障害であるプリンス壊滅のための尖兵として登場。その後「WXシステム」により展開していた全ての3型が合体し「健全ロボ ダイケンゼン」となる。圧倒的パワーで超型および6型を苦しめるが三博士が通信用アンテナ施設を破壊したことでシステムが暴走を始め手当たり次第に街を破壊するが、最後はWダイミダラーの合体攻撃「ダイミダラー・インサートブレイク」でとどめを刺される。
ダイミダラー6型・霧子
型式番号:HEP-R06
美容室プリンスが新たに開発したスーパーロボット。搭乗者は喜友名霧子と天久将馬。
ダイミダラー2型と同じくHi-ERo粒子を動力としており、操縦は因子保有者である霧子が行い、彼女が持つリモコンのボタンを押す事で基地から発進する。
組織の再起と威信と賭けた機体であるため開発には資金、人材、技術といったあらゆるリソースが投入されており、ダイミダラー2型を凌ぐ機動性能と出力値800MW（メガワット）のハイパワーを誇るなど人類側の戦闘用ロボットとしては最高位の性能を有する。
切り札として特殊武器・ディスガイズという変形機能を搭載しているが、機能を発動するには大量のHi-ERo粒子を多段チャージする必要がある。
ディスガイズする事によって「ダイミダラーCPスラッシュ」という必殺技を放つことが出来る。
また、ディスガイズを使用した際にはフェイスマスクが外れ、ダイミダラーの特徴的な瞳が露出する。
ダイミダラー超型・孝一
正式名称「ダイミダラー超火力発電システム搭載型・孝一」。大破したダイミダラー2型を改修し、超火力発電システム（頭部のロウソク）を搭載した機体。
超火力発電パワーを基本動力に充てる事で安定して機体が動作出来る為、因子保有者が生成したHi-ERo粒子は全て武装に使うことが出来る。
第6話での2型の敗北後にリッツカスタムがエヴォルトした際、機体ごとペンギン装置の光に包まれて異世界へ飛ばされ、孝一たちが出逢った超火力発電所の関係者によって改修を受けたとされる。その後再びエヴォルトが行われたことによって元の世界に再召喚された。
アニメ版では第5話のリッツカスタム自爆の際の粒子バーストで異世界へ飛ばされ、その後、第10話での烈風ペンギン突きの粒子バーストとダイミダラー2型の左腕が座標特定の役目を果たして元の世界に戻ってきている。
超火力発電システムの基本動力も全て武装に転化することでデュアルバーストをすることができ、更に攻撃力が高まる。
また、6型のディスガイズシステムを右腕に連結する事でツインアドバンスド「UDE（ウデ）システム」が発動する。
上記にもあるように、全体的に攻撃力が向上したが、近接戦闘用の「指パンチ」などがオミットされ、代わりに追加された火星アームを孝一がペンギン帝国との最終決戦まで忘れていたため、総合的に2型に劣る機体とされている。

### 南極
ペンギン帝国が建造・運用するロボット。エネルギー源はペンギン線。ペンギンコマンドの脳波によって遠隔操縦されている。ちなみに1 - 7号は前作火星ロボ大決戦!に登場している。
南極8号
型式番号:ANT-008
ペンギンの姿を模した戦闘用ロボットで、ペンギン帝国が人類をびっくりさせるために建造した。その外見から、人々からは「ペンギンロボ」と呼ばれている。股間の大砲と、胸部に格納されたミサイルが武器。
南極8号 リッツカスタム
型式番号:ANT-008R
リッツのためにカスタマイズがなされた南極8号。人間でも運用可能なように無理な改造を施されてコクピットが設けられており、その分不安定でオリジナルよりも性能はやや劣化しているが、リッツの卓越した操縦技術によりダイミダラー2型を10倍も上回るほどの強さを見せる。
頭部のトサカのようなツノは見た目を格好よくしようとした以外に特に意味は無く、重量が増加して機動性は更に損なわれている。
必殺技は、リッツがペンギン帝王に教えてもらった「コケコッコアタック」。しかし、この技を使用するとリッツは平衡感覚を失い嘔吐してしまう。この姿を見たペンギンコマンドによって彼女は「つわりッツ」というあだ名をつけられてしまう。
アニメ版ではリッツカスタムに搭載されたHi-ERo粒子ジェネレーターがリッツから過剰に供給された粒子のオーバーロードによって暴走状態になってしまい、リッツ自身はペンギンコマンドに救助されたものの最後は大爆発を起こし、結果西新宿が廃墟と化してしまう。
南極8号 リッツカスタム2
型式番号は:ANT-008R2
リッツカスタムを更に改修した機体。美容室プリンス側にはタイプA+と呼ばれている。
アニメ版ではペンギン線不足で起動できない超南極 Humboldtの代替エネルギーとしてHi-ERo粒子ジェネレーターを利用する為、大破したリッツカスタムを修復改修した機体。
南極9号
型式番号:ANT-009
愛くるしいペンギンの姿をした、自律型ロボット。集団で行動し、街中で日陰を作って日照権を侵害するといった行動を取った。
アニメ版では第2話に登場。原作と違い単独で行動する上、胴体を縦に2分割し中から巨大な棘を露出した上でアイアンメイデンのようにダイミダラー2型を挟む攻撃を見せた。また日照権攻撃は巨大な日傘で街を覆い、これにより「暗闇では人類は家に帰って子作りぐらいしかやることがなく、これによりHi-ERo粒子が大量発生する」とペンギン帝王は見込んだが、見当ハズレに終わった。
南極10号
型式番号:ANT-010
蛇腹状の手足を持つロボット。原作では4話冒頭にて登場したが、これといった機能や見せ場は無かった。
一方アニメ版では第4話でヘンリーが乗る「偽ダイミダラー2型」として登場するが、本物の登場によりその正体を明かす。股間の主砲はパラボラを展開しての「しっぽビーム」とワイヤー付きの鉄拳を打ち出す「しっぽパンチ」に使い分けることができ、翼部を回転させて翼部側面の連装ビーム・マシンガンを周囲に無差別にばら撒く攻撃などを見せた。
南極11号
型式番号:ANT-011
以前の南極シリーズよりもリアルさを増した外観のペンギン型ロボット。
搭乗型では無く外部から南極操縦装置（ブレスレット）を通して音声入力で動作する。型式番号は「ANT-011」。
羽をバンザイした格好をしており、羽の根元から巨大な腕を生やしている。首は360°回転可能。必殺技は「南極ブラスター」。
ペンギンチェンジを行うとドリルアームが生え、足が伸び、尻尾が前方にせり出す美丈夫形態になる事で爆発的に戦闘力が増幅する。
しかし、代償として燃料を使い切ってしまい2度と動けなくなる為、帰りは歩くことになる。
超南極 Humboldt（フンボルト） 改
型式番号:ANT-S-01
南極8号がペンギン装置によってエヴォルトした姿。元は前作におけるペンギン帝国最強五人衆フンボルトの専用機。
名前が長すぎる為、リッツはこの形態にアラタメという愛称を名付けた。
必殺技はペンギン帝国の歴史に於いて真の強者のみが会得してきた剛の技「烈風ペンギン突き」。
ダイミダラー6型を圧倒し勝利したが、直後に乱入してきたダイミダラー超型・孝一の指ビームとの力比べの最中にパワーダウンし、南極8号リッツカスタム2に戻ったところを撃破された。アニメ版では最終決戦に於いてダイケンゼンを倒すため2体のダイミダラーと共闘した。
OGSでは、美容室プリンスとの最終決戦においてリッツが新たな南極に乗り換えたことで、フンボルトに返却される。
超南極 Yeiiow eyed（イエローアイド）
型式番号:ANT-S-03
OGSに登場。ペンギン帝国最強五人衆キガシラ専用機で、前作と同様に遠隔操作型。
大南極 Rekantz（リカンツ）
OGSに登場。アラタメに代わるリッツ専用機。ダイミダラー超型と同じく、超火力発電システムを搭載した南極で、頭頂部に蝋燭が立っている。元は対殺人ペンギンのために開発された機体であるが、完成の遅れにより、美容室プリンスとの最終決戦にて初投入された。

## 用語
Hi-ERo粒子（ハイエロりゅうし）
ダイミダラーを動かすために必要となる、保存則に定義されずヒトの情念をエナジー化する特殊粒子。Hi-ERo因子を有する「因子保有者」（ファクター）は「特定の条件」を満たすことでHi-ERo粒子の生成と同時に生体プラズマを発することができる。因子保有者はHi-ERo粒子を発生させると肉体が輝き、身体能力が強化される。
アニメ第2話でのそり子博士の説明によると、「宇宙にあまねく存在する全ての生命体が宇宙の創造主からもたらされた、種を繁栄させるための命のエネルギー」とされる。
美容室プリンス
本編の2年前にペンギン帝国に対抗するために結成された、秘密組織である民間兵器開発ヘアサロン。人類の秘密兵器・ダイミダラーを開発し擁している。リッツカスタムによって壊滅的打撃を受け一時は活動規模を縮小していたが、1年後に喜友名霧子を再び迎えて帝国に逆襲すべく活動を再開した。
原作では高層ビル内に基地を構えるが、アニメ版では美容室プリンス店舗の真下に司令室や格納庫があり、店舗のドアから出入りする。ダイミダラーは四十八手の名を冠した秘密ルートを通って地上に射出されるが、出口は塞がったままなので出撃時には道路などに大きな被害を及ぼす。この他、レクリエーション施設としてボウリング場なども備える。第10話で6型を直接射出した際に店は破壊され、プレハブ造りの仮店舗となったが第12話で量産型ダイミダラー3型部隊にまた破壊されてしまう。
モデルは沖縄県浦添市に実在する「美容室プリンス」。（経営者は原作者のなかま亜咲の母親）外観も実際の店舗に準じている。
ペンギン帝国
人類に迷惑をかけるペンギン達の組織で、本編の始まる2年前に突如現れたとされている。人類とは異なる種族でありながら、高度なテクノロジーを持つ知的な種族で、Hi-ERo粒子を手に入れ、新ペンギン計画を成就させることを目的としている。
新ペンギン計画
ペンギン帝国の目標らしいが詳細は不明、第一段階は向こうの世界の力を召喚すること（すなわちエヴォルトの成功）。
アニメ版最終回でHi-ERo粒子を奪うことにより全生命体を鳥類に変化させるというのが最終目的であることが明かされた（つまり人類ペンコマ化）。
ペンギン装置
あらゆる物質を任意の場所へ転送させることが出来る物質転送機。亜空間を超えて転送を行う事も可能である。
生体転送する際には転送の障害としてテレポートする人物の所有する大切な何かが一つ失われるが、無機物を転送する時に限り無害である。
また、南極シリーズにペンギン線を供給する役割も果たす。
後に機能拡張によって次元間通信の機能も獲得した。これによって帝王は自ら火星ロボ大決戦!の世界へ通信を行い、最強五人衆の1人であるフンボルトに超南極の譲渡を交渉した。
ペンギン線
ペンギン帝国のロボット・南極シリーズの動力源。
異能ペンギン
一部の人間がペンギン線を浴びることで250分の1の確率でペンギンコマンドとなった個体。
原作の天久将馬がペンギン線を浴びたことでこの姿に変化していた。

## 書誌情報
- なかま亜咲 『健全ロボ ダイミダラー』 発行：エンターブレイン / 発売：角川グループパブリッシング 〈ビームコミックス〉、全4巻
  1. 2009年11月27日初版初刷発行（11月16日発売）、ISBN 978-4-04-726146-4
  2. 2010年12月27日初版初刷発行（12月15日発売）、ISBN 978-4-04-726969-9
  3. 2012年1月26日初版初刷発行（1月14日発売）、ISBN 978-4-04-727724-3
  4. 2012年11月27日初版初刷発行（11月15日発売）、ISBN 978-4-04-728497-5
- なかま亜咲 『健全ロボ ダイミダラーOGS』 KADOKAWA 〈ビームコミックス〉、全4巻
  1. 2014年4月25日初版初刷発行（4月14日発売）、ISBN 978-4-04-729578-0
  2. 2015年5月27日初版初刷発行（5月15日発売）、ISBN 978-4-04-730512-0
  3. 2016年8月23日初版初刷発行（8月12日発売）、ISBN 978-4-04-734241-5
  4. 2016年9月27日初版初刷発行（9月15日発売）、ISBN 978-4-04-734242-2
- 千匹屋天海（原作：なかま亜咲、監修：ペンギン帝国、カバーイラスト：ごとうじゅんじ）『健全ロボ ダイミダラー ペンギン・ラスト・リゾート』発行：KKベストセラーズ〈ラノベスト文庫〉
  1. 2014年12月22日発売 ISBN 978-4-58-439360-4

  - アニメ版を下敷きとしたノベライズ。

## テレビアニメ
| 原作                            | なかま亜咲                                                                                          |
| 監督                            | 柳沢テツヤ                                                                                          |
| シリーズ構成                    | 吉岡たかを                                                                                          |
| キャラクターデザイン 総作画監督 | ごとうじゅんじ                                                                                      |
| メカニックデザイン              | やまだたかひろ                                                                                      |
| プロップデザイン                | 宮豊                                                                                                |
| メカニック・アクション監修      | 田中良                                                                                              |
| シリーズペンギン監修            | 糸島雅彦                                                                                            |
| メカアクション                  | 大橋藍人                                                                                            |
| 美術監督                        | 池田繁美                                                                                            |
| 色彩設計                        | 津守裕子                                                                                            |
| 撮影監督                        | 井上江美                                                                                            |
| 編集                            | 肥田文                                                                                              |
| 音響監督                        | 明田川仁                                                                                            |
| 音楽                            | 中西亮輔                                                                                            |
| 音楽制作                        | ランティス                                                                                          |
| プロデューサー                  | 田中翔、菊島憲文 臼井久人、土橋哲也 岩下由希恵（第1話 - 第4話） 吉江輝成（第5話 - 第12話） 畠山拓郎 |
| 制作プロデューサー              | 河井敬介                                                                                            |
| プロデュース                    | ジェンコ                                                                                            |
| アニメーション制作              | ティー・エヌ・ケー                                                                                  |
| 製作                            | ペンギン帝国                                                                                        |

2014年4月から6月までAT-X、チバテレビ、テレ玉、tvk、BS11ほかにて放送された。全12話。

### 製作
監督を柳沢テツヤ、シリーズ構成を吉岡たかを、キャラクターデザイン・総作画監督をごとうじゅんじ、アニメーション制作をティー・エヌ・ケーがそれぞれ担当するなど、2012年・2013年放送のテレビアニメ版『ハイスクールD×D』シリーズのスタッフが大半を占めており、テレビアニメ版公式サイトでも同作品の作者である石踏一榮による応援コメントやごとうによるクロスオーバーイラストと併せそれが挙げられ、さらに最終回では同作の第3期の制作発表も告知された。ナレーションは小山力也が担当。
企画は柳沢の「今のアニメ界の状況に、熱い男の魂をブチ込んでやらねば!」という使命感から始まった。近年、『ハイスクールD×D』のような「おっぱいアニメ」ばかり作るもそれだけではないことを証明したかったティー・エヌ・ケーにとって、原作の熱さは2004年放送の『神無月の巫女』以来の渡りに船であり、原作に惚れ込んだプロデューサーの河井敬介はロボットアニメ好きでも知られる柳沢へ企画を持ちかけた。ロボットアニメへの参加経験を数多く持つ柳沢は「君が考えているほど、ロボットものは甘くないんだよ!!」と忠告したが、自暴自棄気味に原作の熱さを伝えてきたり柳沢に監督してもらうことが前提という河井の思いに応え、企画は立ち上がった。
スタッフは、緻密なSF考証やリアルな描写が求められる時代に1970年代のロボットアニメで見られた単純明快で純粋なおもしろさを目指す意味からも、「宇宙空間で銃を撃ちあうようなロボットではなく、大地にドッシリと足をつけて殴りあうようなロボットを描きたくないか?」という柳沢の呼びかけに応じた面々の参加が、河井の奔走もあって実現した。前述した『ハイスクールD×D』からの続投者に加え、『マシンロボ』、『トランスフォーマー』、『エルドラン』、そして『勇者』といった各ロボットアニメシリーズへの参加経験を持つメカニックデザインのやまだたかひろも、柳沢の呼びかけに応えた1人である。

### 沿革
2013年12月27日にテレビアニメ化の発表と共に、同日発売のアニメ雑誌「メガミマガジン」2014年2月号へ紹介記事の掲載が行われ、テレビアニメ版公式サイトも開設された。同年12月29日にはコミックマーケット85のメディアファクトリーブースでもPVが公開され、冊子「週刊ダミ通」や前しっぽ型のバルーンが無料配布された。
2014年1月31日には声優やスタッフが追加発表された。同年3月14日にはテレビアニメ版公式サイトが、かつて存在した愛生会病院の公式サイトをオマージュした仕様へリニューアルされた。同年3月23日には「AnimeJapan 2014」で実施された最新映像上映やトークショーへ主要声優陣のほか、スペシャルゲストとしてお笑いタレントの江頭2:50が登壇した。

### 主題歌
オープニングテーマ「健全ロボ ダイミダラー」
作詞 - milktub / 作曲 - 遠藤正明 / 編曲 - 宮崎京一 / 歌 - 遠藤会
第6話ではエンディングテーマとして使用。第12話では挿入歌として使用された。映像は第5話まではダイミダラー2型を中心とした物だったが第6話からはダイミダラー6型を中心とした物に変更された。

エンディングテーマ
「Suki Suki//Links」（第1話 - 第5話、第7話 - 第11話）
作詞 - 畑亜貴 / 作曲・編曲 - 佐々倉有吾 / 歌 - 友寄もり子（大橋彩香）、真境名そり子（木戸衣吹）、呉屋せわし子（田所あずさ）
第6話・第12話では未使用。
「健全ロボ ダイミダラー 〜The ballad〜」（第12話）
作詞 - milktub / 作曲 - 遠藤正明 / 編曲 - 宮崎京一 / 歌 - 遠藤会

挿入歌「愛って○×全部かな?」（第9話）
作詞 - 畑亜貴 / 作曲 - 遠藤直弥 / 編曲 - Big Boom / 歌 - リカンツ シーベリー（洲崎綾）

### 各話リスト
| 話数     | サブタイトル                 | 脚本       | 絵コンテ            | 演出             | 作画監督          | メカ作画監督              |
| -------- | ---------------------------- | ---------- | ------------------- | ---------------- | ----------------- | ------------------------- |
| 第一話   | 揉め!ダイミダラー出撃!       | 吉岡たかを | 柳沢テツヤ          | 南康宏           | ごとうじゅんじ    | -                         |
| 第二話   | 危機!奪われた太陽            | 植竹須美男 | 大畑晃一            | 玉田博           | 門智昭 藤原潤     | 伊藤浩二                  |
| 第三話   | 脅威!灼熱のジェイクあらわる! | 藤田けい   | こでらかつゆき      | 橋口洋介         | 佐久間信一 斎藤佑 | -                         |
| 第四話   | Sixの挑戦                    | 植竹須美男 | 柳沢テツヤ          | 吉田俊司         | 神田岳 石動仁     | -                         |
| 第五話   | 乱舞!恐怖のペンギンビラ!     | 吉岡たかを | 越智一裕            | 南康宏           | 芳賀亮 池津寿恵   | 西山伸吾 斎藤和也         |
| 第六話   | 登場!ショウマとキリコ        | 藤田けい   | こでらかつゆき      | ながはまのりひこ | 山崎展義          | -                         |
| 第七話   | 万歳!南極11号登場            | 植竹須美男 | 平野俊貴            | 吉田俊司         | 神田岳 石動仁     | -                         |
| 第八話   | 便利!電動歯ブラシ            | 藤田けい   | 縞リュウ            | 日下直義         | 山形孝二          | -                         |
| 第九話   | 警報!閉ざされたゲート        | 吉岡たかを | 西澤晋              | 橋口洋介         | 佐久間信一 斎藤佑 | -                         |
| 第十話   | 発動!ヨーゼフのシンボル      | 植竹須美男 | なかの☆陽           | 南康宏           | 中島美子 曾我篤史 | 伊藤浩二                  |
| 第十一話 | 動転!帝王のセクハラ          | 吉岡たかを | ながはまのりひこ    | ながはまのりひこ | 山崎展義 楢澤雄二 | 田中良                    |
| 第十二話 | 決戦!健全ロボ対ダイミダラー  | 吉岡たかを | 越智一裕 柳沢テツヤ | 吉田俊司         | ごとうじゅんじ    | やまだたかひろ 小林麻留子 |

### 放送局
| 放送地域 | 放送局             | 放送期間                | 放送日時                     | 放送系列   | 備考                                             |
| -------- | ------------------ | ----------------------- | ---------------------------- | ---------- | ------------------------------------------------ |
| 日本全域 | AT-X               | 2014年4月5日 - 6月21日  | 土曜 18:30 - 19:00           | CS放送     | 製作委員会参加 視聴年齢制限あり リピート放送あり |
| 埼玉県   | テレ玉             | 2014年4月7日 - 6月23日  | 月曜 1:30 - 2:00（日曜深夜） | 独立局     |                                                  |
| 千葉県   | チバテレ           | 2014年4月7日 - 6月23日  | 月曜 1:30 - 2:00（日曜深夜） | 独立局     |                                                  |
| 神奈川県 | tvk                | 2014年4月7日 - 6月23日  | 月曜 1:30 - 2:00（日曜深夜） | 独立局     |                                                  |
| 栃木県   | とちぎテレビ       | 2014年4月7日 - 6月23日  | 月曜 1:45 - 2:15（日曜深夜） | 独立局     |                                                  |
| 群馬県   | 群馬テレビ         | 2014年4月8日 - 6月24日  | 火曜 1:30 - 2:00（月曜深夜） | 独立局     |                                                  |
| 日本全域 | BS11               | 2014年4月8日 - 6月24日  | 火曜 3:30 - 4:00（月曜深夜） | BS放送     | 『ANIME+』枠                                     |
| 日本全域 | ニコニコ生放送     | 2014年4月9日 - 6月25日  | 水曜 0:00 - 0:30（火曜深夜） | ネット配信 |                                                  |
| 日本全域 | ニコニコチャンネル | 2014年4月9日 - 6月25日  | 水曜 0:30 更新（火曜深夜）   | ネット配信 |                                                  |
| 兵庫県   | サンテレビ         | 2014年4月11日 - 6月27日 | 金曜 2:00 - 2:30（木曜深夜） | 独立局     |                                                  |
| 日本全域 | バンダイチャンネル | 2014年4月16日 - 7月2日  | 水曜 12:00 更新              | ネット配信 |                                                  |
| 日本全域 | dアニメストア      | 2014年4月23日 - 7月9日  | 水曜 12:00 更新              | ネット配信 |                                                  |

### 映像特典
Blu-ray&DVD各巻収録のミニOVA。
- 脚本 - 植竹須美男

| 話数              | サブタイトル                     | 絵コンテ       | 演出     | 作画監督 |
| ----------------- | -------------------------------- | -------------- | -------- | -------- |
| 健全ミニOVA Vol.1 | 大特訓!Hi-ERo粒子パワー          | 越智一裕       | 橋口洋介 | 門智昭   |
| 健全ミニOVA Vol.2 | ボーリング・フォー・バインバイン | 越智一裕       | 橋口洋介 | 青野厚司 |
| 健全ミニOVA Vol.3 | 激突!!リッツ対ペンギンコマンド   | こでらかつゆき | 久保太郎 | 南伸一郎 |
| 健全ミニOVA Vol.4 | リカンツ＝シーベリー学園大襲撃   | こでらかつゆき | 橋口洋介 | 青野厚司 |
| 健全ミニOVA Vol.5 | ペンギン一直線                   | こでらかつゆき | 久保太郎 | 青野厚司 |
| 健全ミニOVA Vol.6 | 饗宴!!ペンギン打ち上げ           | こでらかつゆき | 久保太郎 | 青野厚司 |

### 関連商品

#### BD / DVD
| 巻 | 発売日         | 収録話          | 規格品番  | 規格品番  |
| 巻 | 発売日         | 収録話          | BD        | DVD       |
| -- | -------------- | --------------- | --------- | --------- |
| 1  | 2014年7月25日  | 第1話 - 第2話   | ZMXZ-9371 | ZMBZ-9381 |
| 2  | 2014年8月27日  | 第3話 - 第4話   | ZMXZ-9372 | ZMBZ-9382 |
| 3  | 2014年9月24日  | 第5話 - 第6話   | ZMXZ-9373 | ZMBZ-9383 |
| 4  | 2014年10月29日 | 第7話 - 第8話   | ZMXZ-9374 | ZMBZ-9384 |
| 5  | 2014年11月26日 | 第9話 - 第10話  | ZMXZ-9375 | ZMBZ-9385 |
| 6  | 2014年12月24日 | 第11話 - 第12話 | ZMXZ-9376 | ZMBZ-9386 |

#### CD
| 発売日        | タイトル                                         | 規格品番     |
| ------------- | ------------------------------------------------ | ------------ |
| 2014年4月23日 | 健全ロボ ダイミダラー                            | LACM-14207   |
| 2014年5月14日 | Suki Suki//Links                                 | LACM-14208   |
| 2014年5月28日 | しっぽしっぽ♡ぱわー                              | LACM-14233   |
| 2014年6月25日 | 健全ロボ ダイミダラー オリジナルサウンドトラック | LACA-9354/55 |

### ゲーム
スーパーロボット大戦X-Ω
iOS / Android用ゲームアプリ。2019年1月にコラボイベントが開催。
孝一と恭子、霧子と将馬がそれぞれの機体と共に登場した。キャラクターグラフィックは原作者のなかま亜咲による描き下ろしとなっている。